# Glenn Hughes (americký zpěvák)
Glenn Michael Hughes (18. července 1950 New York – 4. března 2001 New York) byl americký zpěvák, který v letech 1977 až 1996 ztvárnil postavu motorkáře v hudební skupině Village People.

## Životopis
Narodil se 18. července 1950 New Yorku. V roce 1968 odmaturoval na Chaminade High School a poté navštěvoval Manhattan College. Zajímal se o motocykly a pracoval jako výběrčí mýtného v tunelu Brooklyn-Battery. Později odpověděl na inzerát skladatele Jacquese Moraliho, který hledal zpěváky a tanečníky. Hughes a další členové skupiny dostali rychlokurz synchronizované taneční choreografie, která byla později typická pro koncerty skupiny.
Nosil extravagantní knír ve tvaru podkovy a svůj charakteristický kožený obleček. Stal se jednou z ikonických postav éry diskoték. V roce 1979 byl zařazen na seznam nejkrásnějších lidí časopisu People a objevil se v televizním speciálu The Playboy Mansion s Hughem Hefnerem.
V roce 1996 odešel ze skupiny a začal úspěšně vystupovat v newyorském kabaretu, dokud mu nebyla diagnostikována rakovina plic. Od mládí byl silným kuřákem.
Nahradil jej Eric Anzalone. Hughes i nadále pokračoval v managementu skupiny.
Zemřel 4. března roku 2001 na rakovinu plic ve svém bytě na Manhattanu. Bylo mu 50 let. Pohřben byl ve svém koženém obleku na hřbitově Saint Charles ve Farmingdale ve státě New York.